# هیئت دولت ژاپن
هیئت دولت ژاپن (به ژاپنی: 内閣 Naikaku) قوه مجریه دولت ژاپن است. این هیئت دولت شامل نخست‌وزیر ژاپن است که پس از تعیین در دایت ملی توسط امپراتور ژاپن منصوب می‌شود، و تا نوزده عضو دیگر دارد که وزیر خوانده می‌شوند.